# 에이먼 톨
에이먼 톨(Eamonn Toal, 1968년 ~ )은 아일랜드의 가수이다. 유로비전 송 콘테스트 2000에서 아일랜드 대표로 참가했다.

## 디스코그래피
- Aria Celtica (2000)